# Finale del campionato NFL 1954
La finale del campionato NFL 1954 è stata la 22ª del campionato della NFL. La gara si tenne il 26 dicembre 1954 al Cleveland Municipal Stadium di Cleveland tra Cleveland Browns e Detroit Lions. Questo fu il terzo incontro consecutivo in finale tra le due franchigie, coi Lions che avevano trionfato nelle due precedenti occasioni.
I Detroit Lions avevano concluso la stagione regolare con un record di 9–2–1 e il titolo della Western Conference. La squadra era guidata dal quarterback Bobby Layne e dal running back Doak Walker. I Cleveland Browns avevano concluso con un record di 9–3 e vinto la Eastern Conference. In panchina erano diretti da Paul Brown mentre il loro quarterback era Otto Graham.

## Riassunto della gara
I Lions segnarono per primi, con un field goal da 36 yard di Doak Walker. Sei giocate dopo, i Browns si portarono in vantaggio con un passaggio da 36 yard da Graham a Ray Renfro, conservandolo per tutto il resto della gara. Il gioco sulle corse dei Lions fu fermato dalla difesa dei Browns che intercettò Layne sei volte, due volte con Len Ford e due con Kenny Konz. I Browns recuperarono anche tre fumble di Detroit, da cui segnarono due volte. Tom Dublinski fu inserito come quarterback dopo che Cleveland si portò in vantaggio sul 49-10.

## Marcature
- DET – FG Walker da 36 yard. 3–0 DET
- CLE – Renfro su passaggio da 35 yard di Graham (extra point trasformato da Groza) 7–3 CLE
- CLE – Brewster su passaggio da 8 yard di Graham (extra point trasformato da Groza) 14–3 CLE
- CLE – Graham su corsa da 1 yard (extra point trasformato da Groza) 21–3 CLE
- DET – Bowman su corsa da 5 yard (extra point trasformato da Walker) 21–10 CLE
- CLE – Graham su corsa da 5 yard (extra point trasformato da Groza) 28–10 CLE
- CLE – Renfro su passaggio da 31 yard di Graham (extra point trasformato da Groza) 35–10 CLE
- CLE – Graham su corsa da 1 yard (extra point trasformato da Groza) 42–10 CLE
- CLE – Morrison su corsa da 12 yard (extra point trasformato da Groza) 49–10 CLE
- CLE – Hanulak su corsa da 12 yard (extra point trasformato da Groza) 56–10 CLE